# Matteo Thun

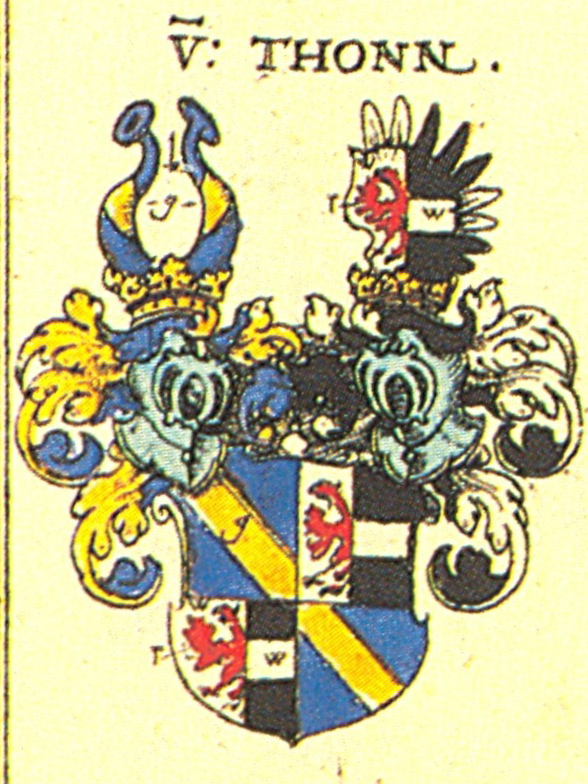
Stemma di famiglia

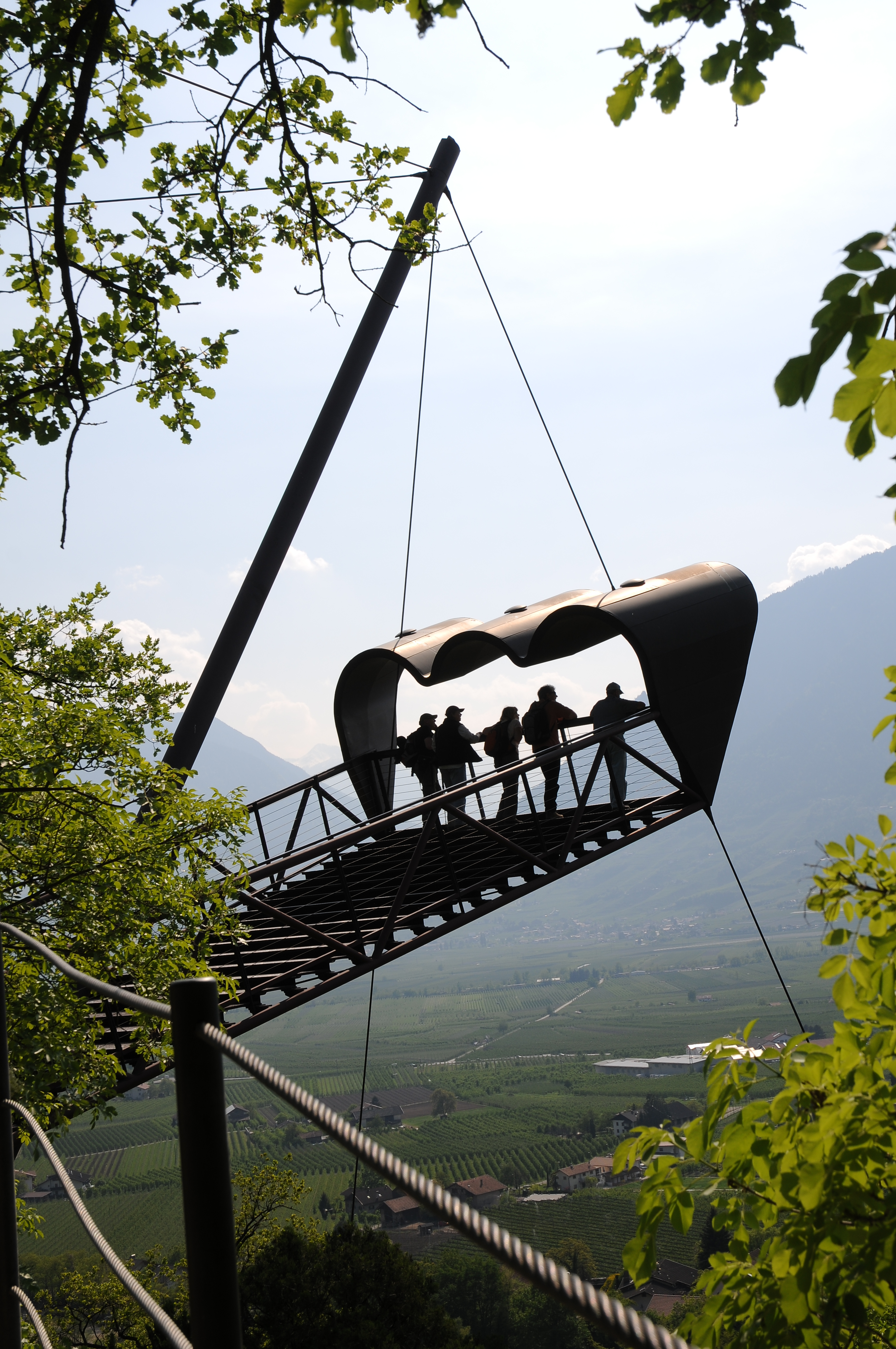
Giardino botanico Trauttmansdorff di Merano

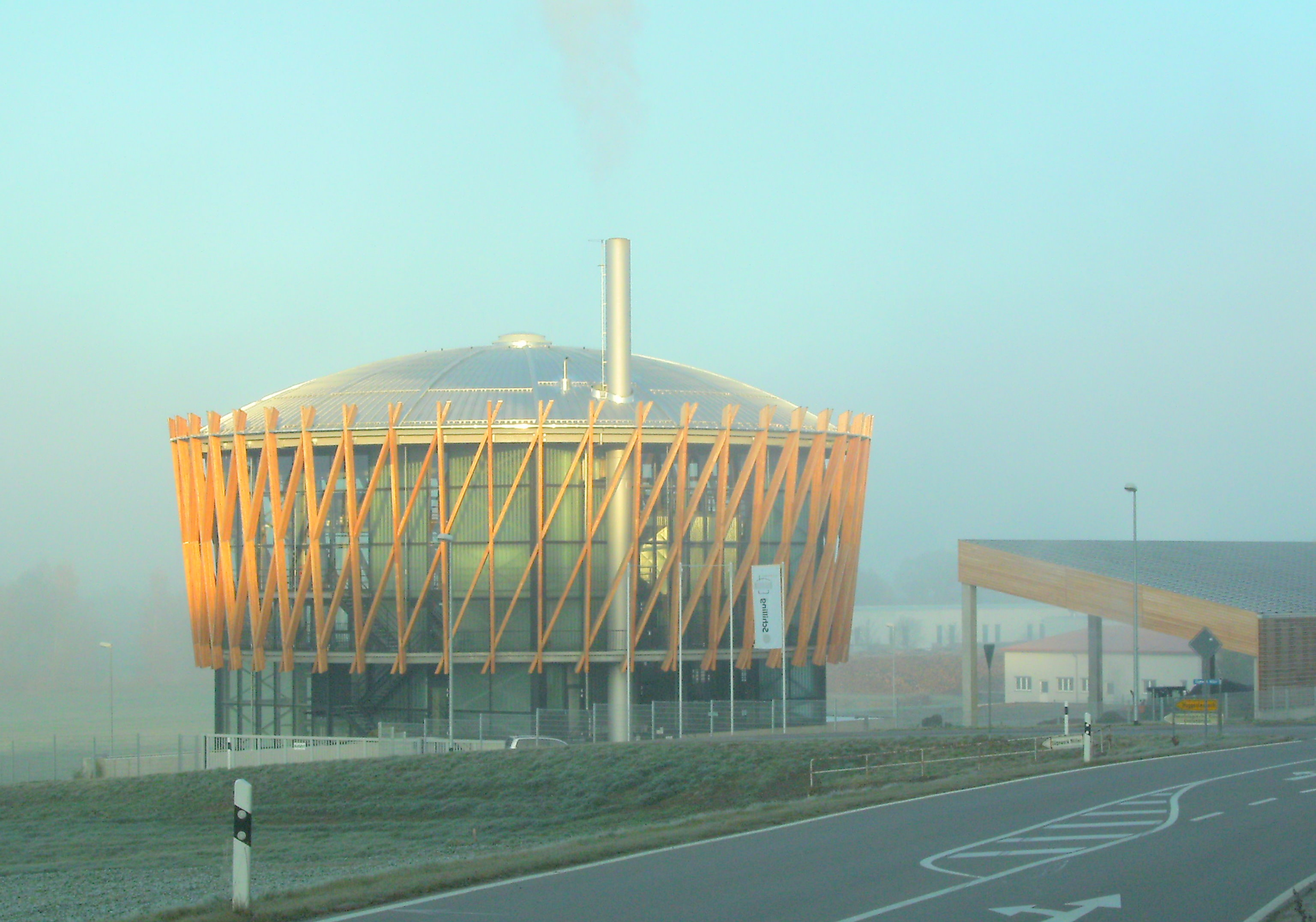
Biomassewerk-Schilling, Schwendi

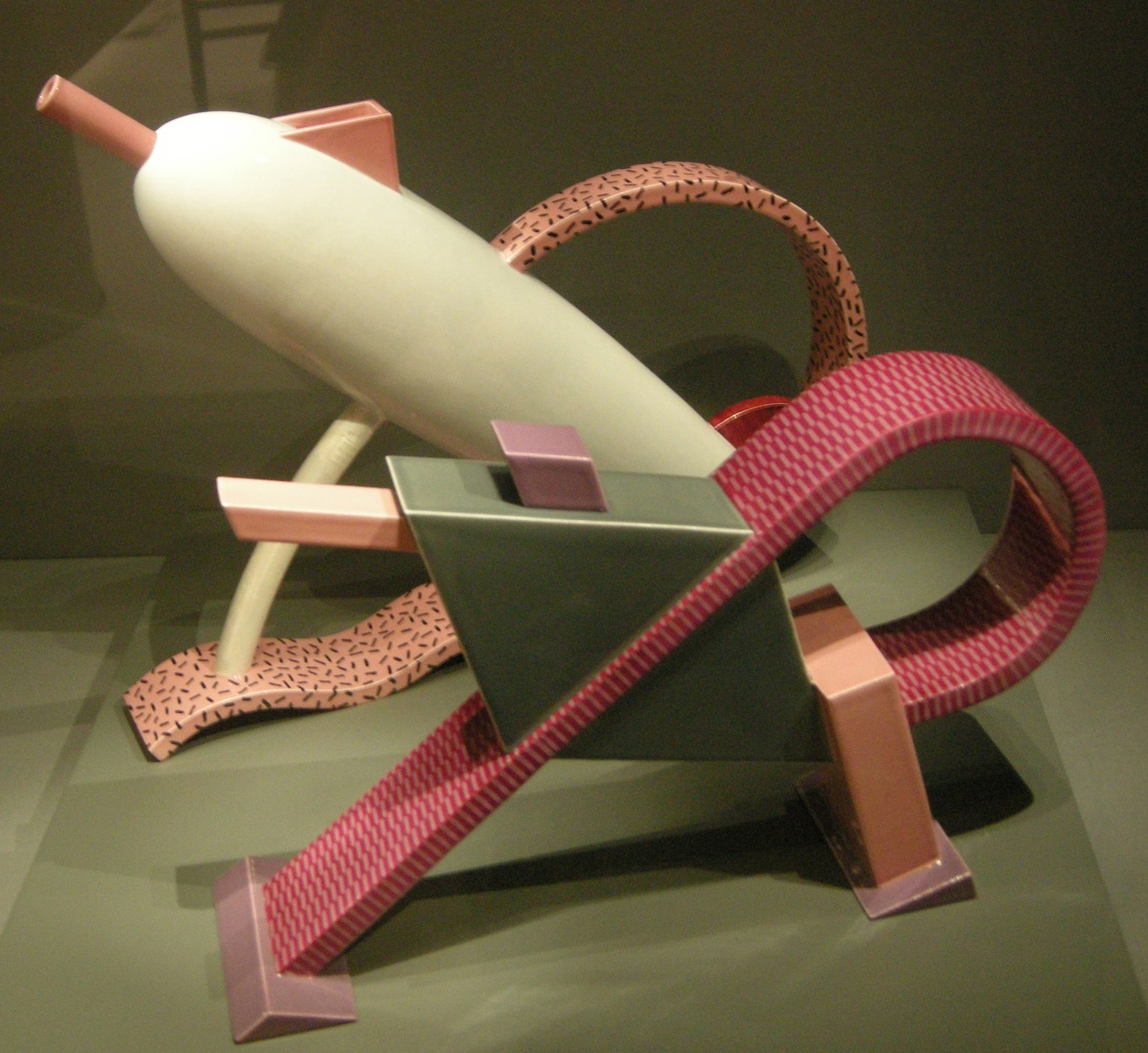
Laurum marinus teiera, 1982

Matteo Thun (nome completo Mathäus Antonius Maria Graf von Thun und Hohenstein) (Bolzano, 17 giugno 1952) è un architetto e designer italiano.

## Biografia
Matteo Thun è nato a Bolzano nel 1952 ed è il primo figlio della famiglia imprenditoriale altoatesina Thun (Lene e Othmar von Thun und Hohenstein), della cui azienda, la Thun Spa, il fratello minore Peter ha assunto la direzione nel 1978.
Thun ha studiato all'Accademia di Salisburgo con Oskar Kokoschka e si è laureato in architettura nel 1975 presso l'Università degli Studi di Firenze. Nel 1978 si è trasferito a Milano dove ha incontrato Ettore Sottsass e nel 1981 è tra i fondatori di Sottsass Associati e del Gruppo Memphis. Ha lavorato per Swatch, come direttore artistico, dal 1990 al 1993. Dal 1983 al 2000 è stato professore di design e ceramica presso l'Università di Arti Applicate di Vienna. Nel 1984 ha fondato il proprio studio di architettura e design multiculturale con sede a Milano e a Monaco di Baviera, in Germania. L'azienda opera a livello internazionale e sviluppa da oltre 30 anni progetti di hospitality, residential, headquarters, retail, urban design e master planning. Insieme al socio Antonio Rodriguez e al team composto da 70 esperti nei settori dell'architettura, del design e della comunicazione, progetta dal micro al macro, secondo un approccio interdisciplinare, che ha visto l'impegno dello studio rivolgersi anche ai tessuti. La moglie di Thun, Susanne, da oltre trent'anni si occupa di trend research per l’azienda e anche i due figli svolgono professioni artistiche.

## Lavori (selezione)

### Architettura
- 1990 - O Sole Mio, edifici prefabbricati
- 2001 - Side Hotel
- 2003 - Vigilius Mountain Resort
- 2005 - Thun Store, Mantova[2]
- 2006 - Hugo Boss Headquarters Svizzera
- 2008 - Porsche Retail
- 2009 - Power Plant, Biomass
- 2015 - JW Marriott Venice Resort + Spa
- 2017 - International Roll-out IntercityHotels
- 2017 - Waldhotel Medical Health & Excellence

### Design

#### Memphis
- 1987 - Bulgari Orologi
- 1986 - Campari
- 2001 - Illy Cup - Espresso Cups and Cafe Accessories
- 2005 - Artemide – Collezione lampade
- 2008 - ZWILLING J. A. Henckels
- 2011 - Duravit - Bath collections
- 2012 - Venini – Vasi
- 2013 - Geberit  - shower toilet
- 2015 - Klafs - Sauna, Steam
- 2015 - Axent - shower toilet
- 2017 - Fantini - Bath collections

### Letteratura
- The index book

## Premi
Per i prodotti di design, Matteo Thun ha ricevuto Wallpaper* Magazine Awards, Red Dot Awards, Good Design Awards, IF Product Design Awards, Green Good Design Awards.
Per i lavori di architettura e interiors, il suo studio è stato insignito di diversi premi: Green Good Design Architecture, European Hotel Design Award/Architecture + Interior, Hospitality Design Award, MIPIM Award, Wellness Travel Award.